# Anthrenoides densopunctatus
Anthrenoides densopunctatus är en biart som beskrevs av Urban 2005. Anthrenoides densopunctatus ingår i släktet Anthrenoides och familjen grävbin. Inga underarter finns listade i Catalogue of Life.